# Vlahi
Vlahi (denumirea alternativă blahi de asemenea) este un exonim, o veche denumire a populațiilor romanizate din Europa Centrală și Europa de Est, de o parte și de alta a Carpaților, Dunării și Prutului, anume daco-românii, aromânii, megleno-românii și istroromânii. Această denumire provine din denumirea βλάχοι în limba greacă, care a dat și denumirile de воло́хи în rusă și oláh în maghiară. Mai recent a apărut neologismul „Valahi”, un calc lingvistic datorat înmulțirii traducerilor din lucrări în limbi străine (Walachen în germană, Valacchi în italiană, Vlachs sau Wallachians în engleză, Valaques în franceză, Valacos în spaniolă), de către traducători care nu cunoșteau forma românească „vlahi”.
Vlahi a devenit și un endonim (autodefiniție) la meglenoromâni sub forma Vlași. După crearea statului modern român în secolul al XIX-lea, vlahi devine denumirea preponderentă a aromânilor, meglenoromânilor și istroromânilor, pentru a-i deosebi de români. Totodată, în domeniul istoriei, denumirea de vlahi este adesea folosită pentru a-i desemna pe români înainte, dar și după apariția statului modern român.
|  |  |
|  |  |

Latinitatea Europei provine de la Imperiul Roman din antichitate; după căderea Romei în secolul al V-lea, fostul imperiu roman a fost divizat în două mari părți sau două imperii mai mici, părțile occidentale ale fostului imperiu (devenit Imperiul Roman de Apus) au fost germanizate (i.e. cucerite de popoare migratoare germanice precum goții), cele din mijloc ocupate de slavi sau maghiarizate și numai cele din est (i.e. Imperiul Roman de Răsărit sau Imperiul Bizantin, respectiv formațiunile medievale timpurii ale românilor/vlahilor, e.g. cele ale lui Glad, Gelou sau Menumorut) și sud respectiv sud-est și-au menținut latinitatea (deși au fost de asemenea cucerite pentru varii perioade de timp de popoare migratoare precum gepizii, goții, cumanii, pecenegii sau avarii de-a lungul Evului Mediu Timpuriu, e.g. Gutthiuda); supraviețuirea latinofonilor in zona dunăreană se datorează demografiei pozitive a insulelor latinofone din Transilvania și din Balcani; totuși insulele/enclave lingvistice și etnice latinofone din Balcani sunt în pericol de dispariție.

## Istorie: apariția cuvântului

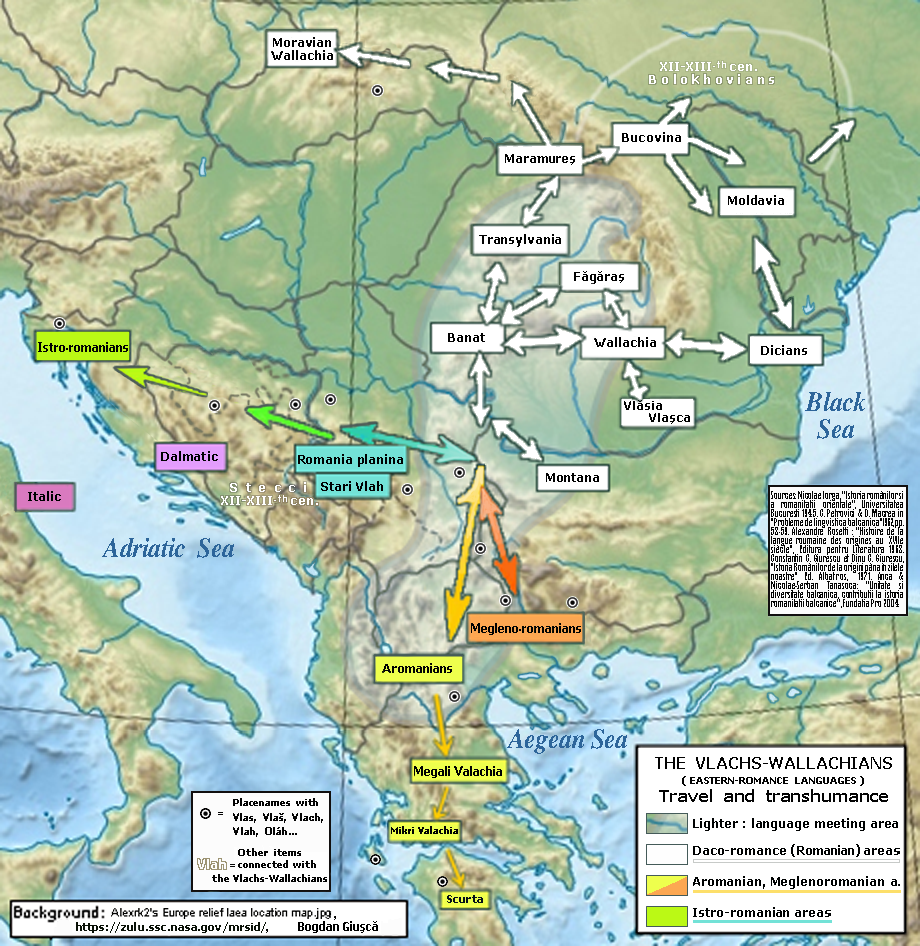
Răspândirea lingvistică a vlahilor în Balcani și Carpați.

„Vatra străromână” a vlahilor este controversată, fiindcă sursele nu-i menționează sub acest nume între romanizarea Traco-Geto-Dacilor și apariția cuvântului βλάχοι în scrierile cronicarului grec Ioan Skilițes din anul 976 apoi în  „Compendiul” cronicarului bizantin Ghiorghios Kedrenos din sec. XI (vezi istoria vlahilor de la sud de Dunăre). De fapt, populația romanofonă era, până atunci, și aidoma populației elenofone și albanofone, inclusă în denumirea generală de Ῥωμαίοι („Romei” în sensul de „Romani”) cuprinzând toți locuitorii băștinași din fosta „Romanie” (Ῥωμανία, adică Imperiul roman de răsărit). Astfel Cassius Dio în „Istoria romană” (22,6) nu menționează „vlahii”, ci scrie: Dacii locuiesc pe ambele maluri ale Istrului, dar cei ce locuiesc dincoace de fluviu – lângǎ țara tribalilor – țin cu plata birurilor de Moesia și se numesc moesi, afară de cei așezați foarte aproape de tribali. Cei de dincolo poartă numele de daci, fie că sunt geți, fie cǎ sunt traci din neamul dacilor, care locuiau odinioarǎ în Munții Rodopi. 
Primele limbi romanice sunt atestate abia în perioada marilor migrații: franceza în 842 (Les serments de Strasbourg) și italiana în 960 (Carta capuana) Latina populară a vlahilor si românilor s-a manifestat mai pregnant in secolul al X-lea, fiind strâns legată de menționarea vlahilor/românilor in cronici (Ibn al-Nadīm, Mutahhar al-Maqdisi, Cronica lui Nestor, Gesta Hungarorum). În decursul timpurilor, s-a folosit pentru populația latinofonă balcanică denumirile de daci, geți și apoi de vlahi.

###### Secolul al V-lea
Scriind despre ambasadele lui Priscus la curtea lui Atila, (probabil în Banatul de astăzi) din anul 448, istoricul Lisseanu arată că bizantinii au găsit sate cu case de tip colibă spre deosebire de corturile nomazilor. Localnicii se ocupau cu agricultura fiind sedentari. În descrierea lui Priscus, localnicii sunt numiți sciți.
Istoricul Zosimos (Zosimos, Istoria contemporană, IV, 34) scrie…: "Theodosius al II-lea respinse pe sciri și pe carpodacai …peste Istru". Carpodacai e o mențiune a autohtonilor daci sau carpi din secolul al V-lea.

###### Secolul al VI-lea
Prima mențiune a unui cuvânt romanic oriental (din Europa de sud-est) apare în cronica lui Theofilact din Simocatta, datând din anul 587 (episodul cu expresia Torna, torna, fratre!).
Ulterior, Primul Imperiu Bulgar cucerește bazinul Dunărei de Jos și partea de răsărit a peninsulei Balcanice, despărțind astfel populațiile romanice de Imperiu, care între timp devine din ce în ce mai puțin roman, și din ce în ce mai grec. Apariția cuvântului βλάχοι (vlahi) în scrierile lui Skilițes și în „Compendiul” lui Kedrenos este legată de lipsa lor din Imperiu timp de mai bine de două veacuri, datorată extinderii stăpânirii bulgare asupra teritoriilor locuite de romanofonii orientali, numiți Власи în bulgărește.
Filologul Ilie Gherghel, într-un studiu despre cuvântul „vlahi”, arată că denumirea cartierului Blachernae (Vlaherne) din Constantinopol vine de la vlahi și datează aproximativ din secolul al VI-lea; vlahii au avut o colonie lângă capitală. 
Istoricul Theophylact Simocatta a scris despre Blachernae în legătură cu câteva evenimente din secolul al VI-lea, din timpul împăratului Mauricius. 

###### Secolul al VII-lea
Isidor din Sevilla a scris în secolul al VIII-lea lucrarea Etymologiarum Libri Viginti, arătând că „dacii” din vremea lui ar fi urmașii goților.
Cosmografia anonimului din Ravenna compusă după anul 680, „Dacia…care se numește și Gepidia” indică venirea nomazilor gepizi. 

###### Secolul al VIII-lea
Istoricul Stelian Brezeanu scrie că primele date precise despre românii de la sud de Dunăre, numiți „vlaho-rinhini” (posibil „vlahii de la râul Rynhos”), apar într-un document istoric referitor la mănăstirea Kastamonitou, scris în secolul al XVII-lea dar bazat pe o sursă bizantină din secolul al IX-lea. Conform documentului, în vremea iconoclasmului (secolul al VIII-lea) la Sfântul Munte s-au așezat treizeci de familii de vlahorinchini: „În zilele împăraților iconomahi, neamurile din ținuturile de lângă Dunăre, găsind prilej de dezordine, deoarece împărații cei nelegiuiți ai romanilor purtau război contra sfintelor icoane, pe atunci așa-numiții rinhini și, în limba celor simpli, vlahorinhini și sagudați, după ce au ocupat Bulgaria și s-au întins încetul cu încetul în diferite părți, au pus stăpânire și pe Macedonia. În cele din urmă au ajuns și la Athos cu femeile și copiii lor, căci nu se afla nimeni să le stea împotrivă și să-i înfrunte cu război”

###### Secolul al IX-lea
Iosif Genesios a folosit denumirea de "geți" (getae) într-o relatare legată de participanții la răscoala lui Toma Slavul din anul 821. Scriind despre geți, Genesios s-a referit la un popor situat la nord de Dunăre, aflat sub ocupația slavilor
O scrisoare a lui Emmerich din Elwangen către Grimaldus, abația St.Gall menționează românii nord-dunăreni cu numele de daci (anul 860): ..."gentes innumeras... Sunt his Germanique truces et Sarmata bellax-atque Getae nec non Bastarnae semina gentis-Dacorumque manus et Martia pectori Alani." 
Chiril și Metodiu au avut mai mulți discipoli în secolul al IX-lea, dintre care doi au propovăduit creștinismul în randul slavilor  rămași printre românii deja creștini din Tările Române: Jandov în Dacia (probabil Transilvania) și Moznopon în Alpibus Vallachicis (probabil Valahia Transalpină)

###### Secolul al X-lea
Constantin al VII-lea Porfirogenet a scris despre locuitorii din Dalmația, care  își ziceau romani și vorbea o limbă latină și care au fost alungați de slavi. Slavii îi numeau vlahi pe urmașii romanilor. Constantin presupunea că acest popor ar fi urmașii romanilor aduși din Italia în timpul împăratului Dioclețian. Este prima menționare istorică a vlahilor din Dalmația.
Anul 971. Cronicarii Ioan Skylițes și de Georgios Kedrenos, povestind lupta dintre varegii lui Sveinald (Sviatoslav) cu Ioan Țimiskes, menționa existența semănăturilor de grâu și mei în regiunile de pe malul stâng al Dunării, din vecinătatea Silistrei, lucru ce dovedește că această zonă era locuită de o populație sedentară. Încercuite în Durostor, oștile varegilor se aprovizionau noaptea cu aceste cereale și furaje transportate de pe malul opus al Dunării. Aceeași cronicari au scris că: "au venit la dânsul (în fața împăratului) din Constanția și din alte fortărețe ridicate dincolo de Istru, soli care cereau iertare pentru faptele rele săvârșite, predându-se împreună cu acele fortărețe; primindu-i cu blândețe, împăratul a trimis oameni să preia cetățile și oaste îndestulătoare pentru paza lor."
O nouă mențiune a vlahilor apare la cronicarul Georgios Kedrenos și se referă la anul 976. Kedrenos ne relatează despre ciocnirea dintre vlahi si bulgarii din Macedonia, in timpul revoltei bulgarilor împotriva Bizanțului, care a izbucnit la moartea împăratului Ioan Țimiskes (ianuarie 976). Cronicarul bizantin ne informează că, David (fratele lui Samuil, conducătorul revoltei), „a murit ucis de niște vlahi călători, între Castoria și Prespa, la așa-numiții «Stejari frumoși». Vlahii formau paza caravanelor de pe drumurile Balcanilor de sud și de vest și erau de partea împăratului. 
Lexiconul Suidas din secolul al X-lea arată că la acea vreme Dacii sunt 
numiti Pecenegi. Acest lucru înseamnă că de fapt pecenegii au ocupat
vechea Dacie, care era locuită în acel timp de români
În anul 938 Ibn al-Nadīm a publicat lucrarea Kitāb al-Fihrist (Indexul cărților arabe) în care a menționat „turcii, bulgarii, vlahii" (folosind termenul Blagha’ pentru vlahi) și alte popoare. Identificarea Blagha’cu românii a fost făcută de Dodge și Spinei Denumirea de vlahi era deja utilizată încă din secolul al VIII-lea, când au fost identificati "vlahorinchinii" în Balcani.
Cronicarul arab Mutahhar al-Maqdisi,care a trait în secolul al X-lea a menționat printre vecinii popoarelor turcice pe slavi, Waladj (vlahi), alani, greci și alte poopoare.
Cronica lui Nestor  descrie fapte din secolul al X-lea, arătând că nomazii unguri "au alungat vlahii (din Panonia și Transilvania) și le-au luat pământurile". Datele despre vlahi din Cronica lui Nestor sunt confirmate de cronica Gesta Hungarorum. 

###### Secolul al XI-lea
Vlahii sunt menționați pentru prima dată în Moldova cu ocazia unei bătălii care a avut loc pe Râul Alta în apropiere de Kiev în anul 1019. Vlahii au participat la războiul civil pentru conducerea Kievului luând partea unui principe local. În tabăra opusă vlahilor erau varegii (vikingii) care au consemnat mai prezența vlahilor în bătălie sub denumirea "Blokumenn"
Vlahii din Moldova sunt menționați ca participanți alături de pecenegi (sau cumani) în bătăliile de la Chiraleș (Jud. Bistrița Năsăud) și Oradea Mică (Kisvarda) în Ungaria.
Vlahii sunt menționați în 1040 sub numele de "geți" și "daci" ca mercenari în Polonia, participând la război în vremea ducelui Cazimir. 
Ana Comnena descrie românii în Alexiada folosind termenii vlahi dar și daci: "dacii locuiesc pe pantele de nord ale munților Haemus (Hercinici în unele traduceri) iar macedonenii pe pantele de sud."
Kekaumenos, autorul lucrării Strategikon, a identificat vlahii cu dacii cuceriți de Traian.
Foucher de Chartres a menționat participarea românilor la Prima cruciadă din 1095 utilizând denumirea de daci. A mai menționat și că 
o parte din cruciați au trecut prin "țara ungurilor". Chartres face astfel distincție între daci si unguri.

###### Secolul al XII-lea
Spațiul vlahilor/aromânilor a fost pomenit de bizantini cu ocazia bătăliei de la Kimbalongu dintre împăratul Vasile al II-lea și bulgarul Simion; Kimbalongu este deformarea în greacă a toponimului aromân "Campulongu" (Câmpulung), reprezentând valea râului Strumița în defileul de la nord de muntele Belasița
Cuvântul „vlahi” este folosit de Ghiorghios Kedrenos și de Nichita Honiatis relatând Răscoala Asǎneștilor din 1185 : împăratul Isaac Anghelos (1185-1195) [...] zgârcindu-se să cheltuiască pentru serbările de nuntă din banii vistieriei, îi aduna fără cruțare din propriile ținuturi; și a jecmănit, din meschinărie, și alte orașe din părțile Anhialos-ului (azi Pomorje în Bulgaria), pe furiș, dar mai ales și i-a făcut sieși și Romeilor (bizantinii) dușmani pe barbarii din Muntele Haemus, care mai înainte se numeau "misieni", iar acum se cheamă "vlahi". Aceștia, încredințați în nepătrunderea ținutului în care locuiau și bizuindu-se pe cetățile și posadele lor, care sunt și foarte numeroase și ridicate pe stânci abrupte, s-au sumețit și altădată împotriva Romeilor. [...] După aceea misienii au început să acționeze fățiș ca niște răzvrătiți. [...] La început vlahii se codeau și fugeau de răscoala la care erau împinși de Petru și Asan...
Ulterior denumirea „vlahi” se răspândește în documentele istorice europene din Evul Mediu sub diferite forme : Walachen (germ.), valaques (fr.), vlachs sau wallachians (engl.), velascos sau valacos (sp.), velaci sau valacchi (ital.), volohi sau Włochy (rus., pol.), vlasi (serb., bulg.), oláhok sau vláchok (magh.), vláhoi (neogr.), iflaklar (turc.) și variante (moshovlahi, cuțovlahi, mavrovlahi sau morlahi...).
Înainte de 1991, istoriografia română nu a folosit niciodată calcul lingvistic „Valahi”, nici pe cel de „Valahia” pentru Țara Românească ; cel mult apăreau cuvântul „vlahi” pentru romanicii sud-dunăreni, și cuvântul „Vlahia” în titulatura bisericească „Mitropolia Ungrovlahiei”. Odată cu înmulțirea traducerilor aproximative din lucrări străine, a apărut obiceiul greșit de a folosi în limba română „Valahi” pentru Români înainte de 1859 și „Valahia” pentru Țara Românească. Dicționarul Enciclopedic acceptă „valahică” numai pentru faza geologică astfel denumită în scara stratigrafică internațională.

### Vlahii din Croația în Evul mediu
Stanko Guldescu a scris că vlahii sau morlacii au fost o populație de păstori care vorbeau o limbă latină și care au trăit in Balcani în vremea romanilor și au fost menționați de cele mai vechi cronici croate. Primele mențiuni despre morlaci apar în documente bosniace înainte de apariția turcilor in spațiile sârbești și bosniace Vlahii din Croația se numeau caravlahi sau morlaci. “Cara” însemnă negru în limba turcă dar și nord în geografia turcă. Caravlah tradus în italiană a ajuns maurovlah sau morlac. Caravlahii sau morlacii sunt astfel vlahii de nord 
Vlahii au fost în mare parte slavizați și islamizați dar unii dintre ei au fost și ortodocși sau catolici.

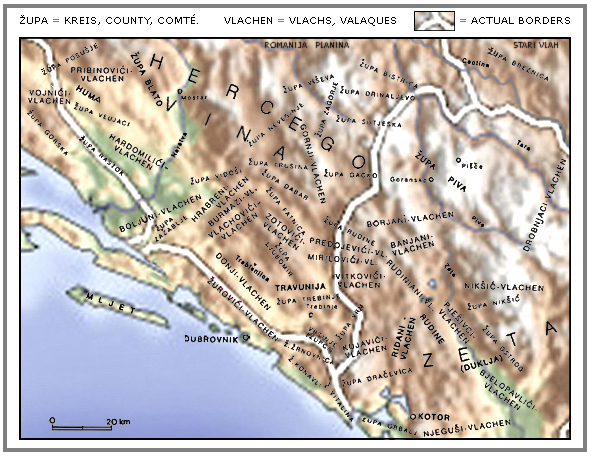
Cătunele vlahilor medievali din Herțegovina și Zeta, presupuși autori ai stecițelor.

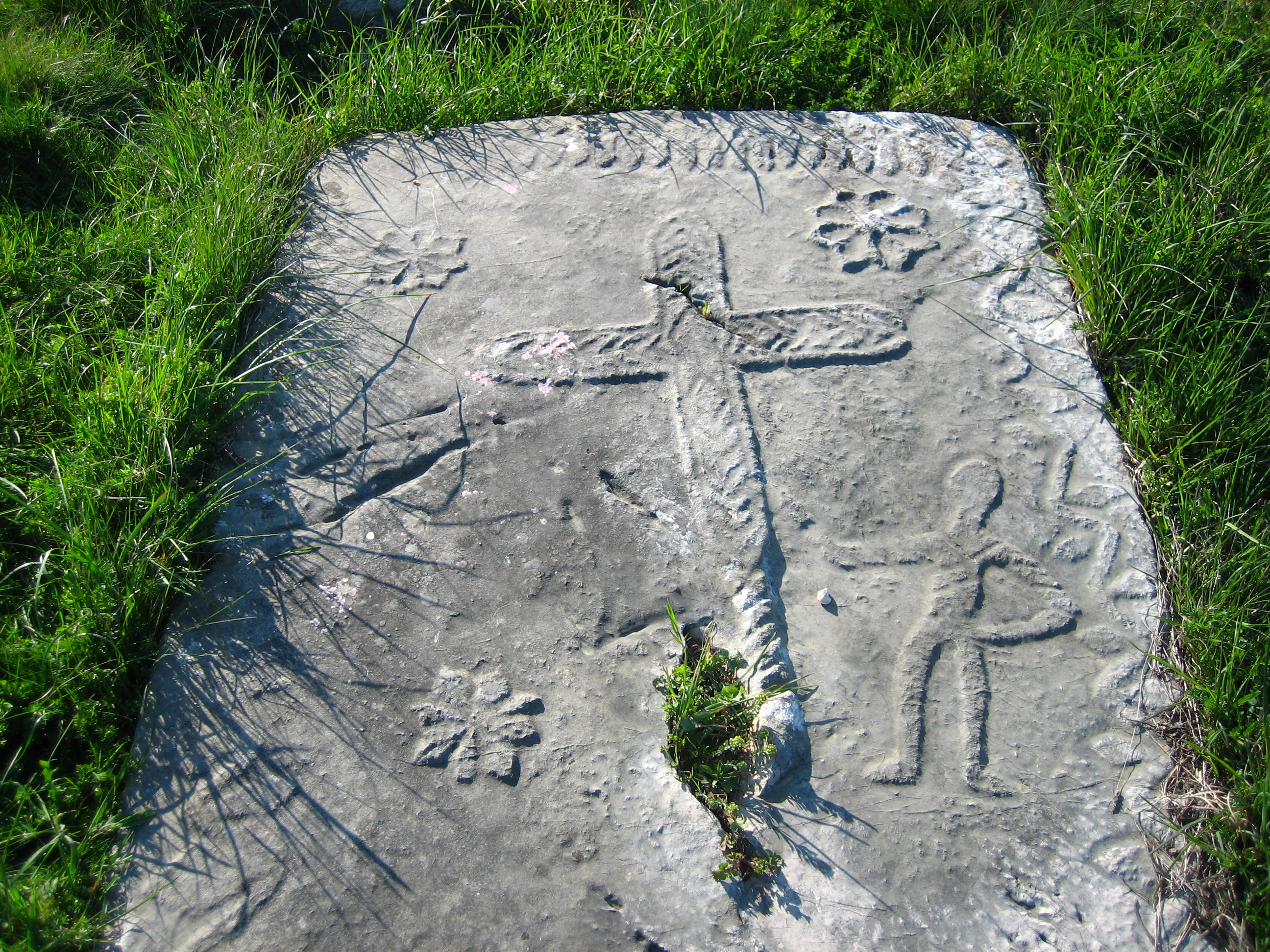
O steciță (piatră funerară) vlahă în Cista Velika, Croația

Silviu Dragomir a scris despre vlahii din valea râului Cetina și despre familia vlahilor Nelipiți (Nelipici) care stăpâneau cetățile Knin, Pocitelj, Srb și Unac în 1345, în timpul timpul regelui Ludovic. Urmașii familiei Nelipiți au lăsat o parte din proprietăți lui Nicolae Frankapan, comite de Veglia, prin înrudire. Un succesor al familiei Frankapan s-a intitulat “cneaz al Vegliei, Modrussei, Cetinei și Clissei și Ban al Dalmației și Croaților. Proprietățile Nelipiților și ale Frankopanilor au fost acaparate de regele Ungariei atunci când aceste familii nu au mai avut succesor pe linie bărbătească. Participarea vlahilor la lupte l-a determinat pe Frankapan să le reconfirme în scris “Legea vlahilor” în 1436, care acorda privilegii vlahilor. Vlahii din Croația au căpătat astfel o anumită autonomie, întâlnită și în alte ținuturi locuite de aceștia.
Documentele croate amintesc deseori pe vlahii regali (Volahi regni nostri Croatie sau Olahus regalis in limba latină) din preajma cetăților Knin, Vrhrika și Ostrovița (cetăți între Split și Zadar), care erau supuși ai regelui Ungariei și sub jurisdicția banului croat din Knin.

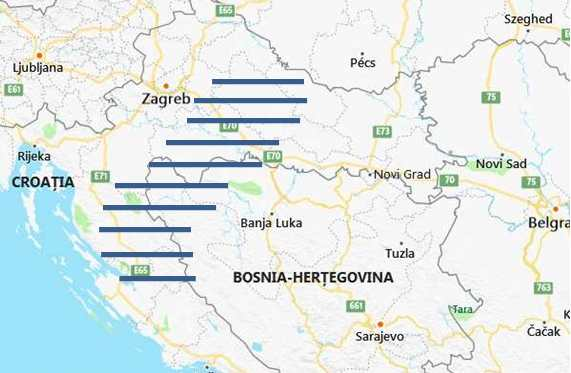
„Vlahia Mică” din secolele 18-19 călare pe frontiera dintre imperiile habsburgic și otoman.

Spatiul locuit de vlahi in Croatia si Bosnia in secolele 18-19
Morlacii au fost documentați și în regiunea Lika de la nord de Knin. În 1433 cnejii și vătafii vlahilor iscaleau un document prin care acordau privilegii bisericii Sf. Ioan din Lika, situată aproape de Medak, o zonă locuită de vlahi. Ținutul situat la vest de Velebit și numit Podgorje era în secolul al XIV-lea plin de vlahi, numiți de venețieni morlaci. Din acest motiv, ținutul Velebitului era numit Morlacca iar marea spre insulele din față “canale de la Morlacca
Vlahii/morlacii au fost menționați in documente și în zonele Vinodol, Kastav și insula Krk. 
În secolele XVII-XVIII exista o populație vlahă/românească numeroasă în regiunea apropiată de Serbia, mărginită de orașele Pozega, Pakrac și Krievac, numită Vlahia Mică, iar centrul acestei comunități era la Kraljeva Velika Vlahii/morlacii au lăsat un patrimoniu interesant: monumentele funerare cu decorațiuni din Dalmația și Herțegovina (stecci in limba sârbă)  Din folclor se remarcă balada Hasanaginica descoperită de Alberto Fortis la vlahii/morlacii islamizați din regiunea Imota

## Etimologia și semiologia
Vlahi, valahi, volohi, blaci sunt termeni care au fost luați de slavi de la germanici și însemnau inițial „roman”. Începând din secolele IX-X a fost aplicat și românilor de către slavii cu care au intrat în contact. Termenii au intrat ulterior în limba greacă.
Etimologia denumirii „vlahi” este legată de lingvistica germanică: cuvântul germanic walh sau walah, însemnând "străin", "ne-german", care provine din numele tribului celtic al Volcilor (Volcae în latină), întâlnit de germanicii teutoni în decursul campaniilor lor de jaf și pradă în Galia, în anii 110-100 î.e.n. Migrația ulterioară a triburilor germanice în Europa, în secolele III-IV, în contact cu slavii și cu celelate popoare migratoare, a răspândit acest etnonim de walah în Europa centrală și orientală (pentru populațiile romanice). La rândul său, walah duce la cuvintele Wales (în Marea Britanie), Walcheren (în Olanda), Valonia (în Belgia) și numeroasele toponime de tip "Welch", "Walsch", "Walchen" înșiruite de-a lungul vechii limite dintre arealul limbilor germanice și cel al limbilor romanice, în Alpi. Popoarele slave au preluat cuvântul, folosind inițial numele de vloh în legătură cu toate popoarele romanice inclusiv strămoșii românilor. Mai târziu, forma cuvântului a evoluat: de exemplu, Italia în limba poloneză este numită "Włochy", iar în limba maghiară "olász" sunt italienii, "oláh" fiind românii. Termenii proveniți din walh și vloh erau exonime, deci folosiți numai "în afară", în timp ce respectivii (vorbitorii limbilor romane orientale între ei) foloseau diferite cuvinte provenite din "romanus" pentru a se numi pe ei înșiși: "români" "rumâni", "rumâri", "armâni", "arumâni", ș.a.m.d.
Filologul român Ilie Gherghel, după compararea documentelor istorice apărute în Imperiul Roman de Răsărit a demonstrat o origine romano-bizantină a cuvântului “vlah”. Demonstrația se bazează în special pe scrierile lui Genesios și pe Lexiconul Suidas. Conform acestei opinii, cuvântul vlah a apărut prima dată în Imperiul Roman de Răsărit și s-a răspândit în lumea germanică și slavă prin intermediul vikingilor care au intrat în contact cu Imperiul Roman de Răsărit
La început, numele era atribuit unui trib celtic, Volcae. Ulterior, este folosit de germanici pentru a se referi la toate neamurile celte, sub forma Walhos. După romanizarea Galiei termenul indică populația romanică din Franța, apoi din Italia, cu formele Walh, wal(a)hisc, wälhisch, węl(hi)sch „romanisch, französisch, italienisch”.
De la neamurile germanice venite la Dunărea de Jos, probabil de la gepizi, termenul a fost preluat de către slavi, sub forma volchŭ, în slavona de sud vlaχŭ, iar în cea de est voloch. Slavii de sud l-au transmis bizantinilor și altor popoare balcanice.
În noul spațiu și-a păstrat sensul inițial de „romanic” desemnând populația romanică din sud-estul Europei. Românii cunosc termenul doar din limba slavă bisericească sau din limba greacă. Numele etnic este român (armân, arumân meglenoromână, rumăr istroromână), continuator direct al teremnului latin romanus. Ambele denumiri, român și vlah, constituie recunoașterea apartenenței românilor la marea familie a limbilor și popoarelor romanice.
Populațiile vecine în contact cu românii sau aromânii folosesc, de obicei, pentru a-i denumi, termenul generic de „vlahi” în diferite variante:
- Bulgarii deosebesc Belivlasi ("românii albi", adică aromânii din sudul Dunării și din Dobrogea), de Caravlasi sau Cerni-vlasi ("românii negri", adică Daco-Românii) : aceste denumiri sunt paralele cu cele turcești de Ak-Iflak și Kara-Iflak, la Turcii otomani ak (luminos, alb) desemnând sudul, iar kara (întunecat, negru) desemnând nordul : aceasta este și originea numelor de Ak-Deniz pentru Mediterana și de Kara-Deniz pentru Marea Neagră|Pontul Euxin (Marea neagră); Familia Asăneștilor a condus regatul Vlaho-Bulgar, după revolta vlahilor din 1185.[59]
- pe lângă «vlahi», grecii mai folosesc și „cuțovlahi”, denumire care poate fi regăsită și în operele cărturarilor Miron Costin, Dimitrie Cantemir și Constantin Cantacuzino, și a cărei etimologie, după Petre Ș. Năsturel [60], este turcă, cuvântul provenind fie din koç-iflaklar, adică „vlahii crescători de berbeci”, sau din kuçuk-iflaklar, adică locuitorii „Micii Vlahii” (în opoziție cu „Marea Vlahie” cum era atunci denumită Tesalia în secolele XII-XIII), și devenită peiorativă în limba greacă (kuțo-vlahi însemnând „vlahi șchiopi” în grecește).

Cu timpul, în limbile balcanice, cuvântul „vlahi” devine sinonim cu cel de „păstori nomazi”, dar este interesant de observat cum s-a trecut de la sensul orginar etnic al cuvântului la sensul profesional (după cum arată Matilda Caragiu-Marioteanu și Theodor Capidan). „Vlahii” din Moravia, precum și cei din Croația (unde „vlahi” mai înseamnă și „sârbi ortodocși”) sunt slavizați de veacuri (excepție fac în Croația ultimii istro-români).
Regimul comunist din Serbia și din Bulgaria a folosit cuvântul „vlahi” nu numai pentru aromâni, megleno-români sau istro-români, ci și pentru a deosebi daco-românii de acolo (în Banatul sârbesc și de-a lungul Dunării) de cei din România. Această strategie este denumită „vlahism”. Sub denumirea de „moldovenism”, aceeași strategie este folosită și în Republica Moldova (Basarabia și Transnistria) și în Ucraina, unde se folosește cuvântul moldovenii pentru a-i deosebi pe românii de acolo, de cei din România (fără să existe vre-un acord dacă moldovenii dintre Carpați și Prut sunt "deosebiți" de ceilalți Români, sau sunt "Români deosebiți de moldovenii din Republica Moldova"). Confundând Dreptul strămoșesc (jus sanguinis) care definește comunitățile istorico-lingvistice, și Dreptul pământean (jus soli) care definește națiunile politice, naționalismul șovin și antiromânesc din aceste țări, folosește faptul că vorbitorii limbii daco-române dinafara României nu aparțin națiunii politice române (adică nu posedă cetățenia română) pentru a implementa ideea (atât la oamenii locului, cât și în opinia internațională) că nu ar aparține nici neamului (etniei și sferei culturale și istorice) românești, mergându-se până la negarea faptului că au aceleași origini și că vorbesc aceeași limbă.

## Românii și diaspora

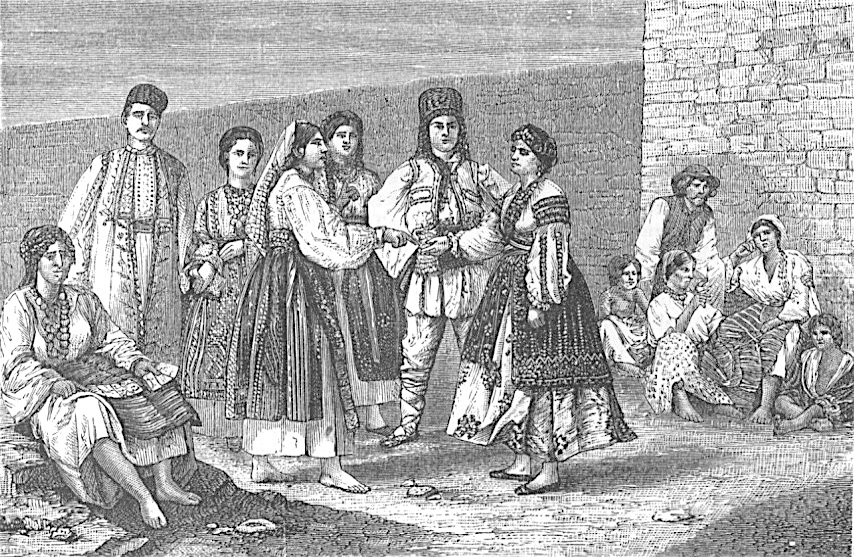
Grup de români înfățișat în revista Harper's magazine, 1876.

Deoarece istoriografia internațională folosește în mod curent cuvintele « Germani » sau « Italieni » pentru a desemna populațiile respective în decursul istoriei lor și înainte de formarea statelor moderne unitare Germania (1871) și Italia (1870), Florin Constantiniu a estimat că și Românii ar trebuie să fie desemnați ca atare, nu ca « Valahi », în decursul istoriei lor dinainte de formarea statului român (1859). Dar, în ciuda acestei poziții, nu numai că istoriografia internațională continuă să folosească « Valahi » în loc de Români pentru perioadele anterioare secolului XIX, dar acest obicei s-a răspândit și în unele publicați românești. Trebuie așadar precizat cine sunt acești « Valahi » :
- Românii, cunoscuți de asemenea și ca „dacoromâni” (denumire lingvistică) sau ca „ardeleni”, „bănățeni”, „maramureșeni”, „bucovineni”, „moldoveni”, „basarabeni”, „olteni”, „munteni”, „dicieni” („dobrogeni”), „timoceni” sau „transnistreni” (denumiri geografice regionale), vorbind limba română (denumită „moldovenească" în Republica Moldova și Ucraina), care trăiesc în :

- - România – 16.869.816[61] adică aproximativ 80% din populație;
  - Republica Moldova – 2.800.000 adică aproximativ două treimi din populație;
  - Ucraina – minoritate de 409.000 persoane (în regiunea Odessa (din care 75% în Bugeac), în oblastul Cernăuți și în Maramureșul de Nord; grupuri mici de moldoveni trăiesc și în preajma Bugului, respectiv la răsărit de acesta;
  - Serbia – minoritate de 64.600 persoane (29.000 în Voivodina, dar cea mai importantă comunitate este cea a „vlahi”lor/românilor din Timoc și Morava, ale căror drepturi naționale au fost recunoscute parțial în august 2007[62][63][64]. Numărul acestor români este estimat la aproximativ 250.000 persoane [65]). În evul mediu, dar și mai recent, datorită mulțimii vlahilor din Serbia, sârbii erau confundați cu vlahii. De asemenea, sârbii din Bosnia și Craina erau numiți vlahi  de către vecinii lor. Se presupune că statul medieval sârb era bilingv. [66] Chiar în balada lui Miloș Obilici despre Bătălia de la Kosovo Polje (1389) eroii sârbi sunt numiți vlahi fără vreun sens peiorativ[67]

În regiunea Vranje din Serbia de sud-est sunt următoarele toponime: Surdulița, Otulie, Danciul (Dancul), Margini (Marzini), Vlașki Dol, Vlașki Put dar Vlasotnițe, râul Vlasina și lacul Vlasina. In Vlasotnițe, un recensământ din 2011 indica 10 familii de români.  
Tot în Sud-Estul Serbiei trăiesc Torlacii, o veche populație a vlahilor din care unii au fost slavizați iar alții turciți. Torlacii mai trăiesc și in Bulgaria, la granița cu Serbia. Unii istorici sârbi consideră că torlacii sunt vlahi înrudiți cu românii din Timoc.
Ținutul dinspre actualul Muntenegru se numeste Vlahia veche (Stari Vlah/Стари Влах) cu localitățile Priboj, Nova Varoš, Prijepolje, Užice, Čajetina. Tot in sud, în satul Naupara, lângă Crușevaț, peste 6% din oameni vorbesc româna. Românii din Serbia au avut de suferit numeroase tragedii în timpul războaielor dintre turci și austrieci. Peste 50 de sate românești din Serbia și Banat au fost complet distruse de austrieci si de milițiile sârbești în perioada războaielor din secolul al XVIII-lea.
- - Kosovo - Lazăr Duma, inspectorul șolilor aromânilor menționa în vilaetul Kosovo in 17 octombrie 1906, existența a 7 școli cu 247 de elevi; numărul aromânilor era de circa 4340 locuitori. Astăzi, aromânii locuiesc in orase ca Mitrovița, Priștina (cu peste 1000 de aromâni) în Prizren dar si in nenumarate sate[72]

- - Ungaria – minoritate de 25.000 de români, în sud-estul țării. La Tokol, lângă Budapesta există o minoritate "bunjevici" de origine română (vlahă, dar care a pierdut limba română) provenind din Croația[73]. În timpul Imperiului Austriac au venit mulți români/aromâni în urma persecuțiilor religioase din Balcani (un exemplu, distrugerea Moscopolei) care s-au stabilit la Budapesta si Viena. Emanoil Gojdu a fost un aromân care și-a lăsat averea pentru burse de studiu pentru români. Mulți țigani aurari din Transilvania, numiți "băieși", s-au stabilit în diverse localități din Ungaria în timpul Imperiului austriac.

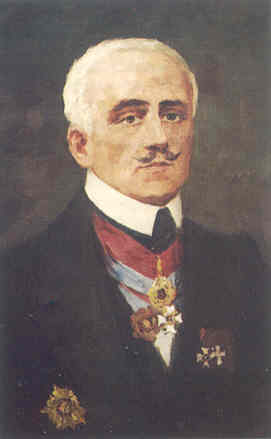
Aromânul Evanghelie Zappa, promotorul primelor jocuri olimpice moderne din Grecia

Drapelul aromânilor din Grecia.

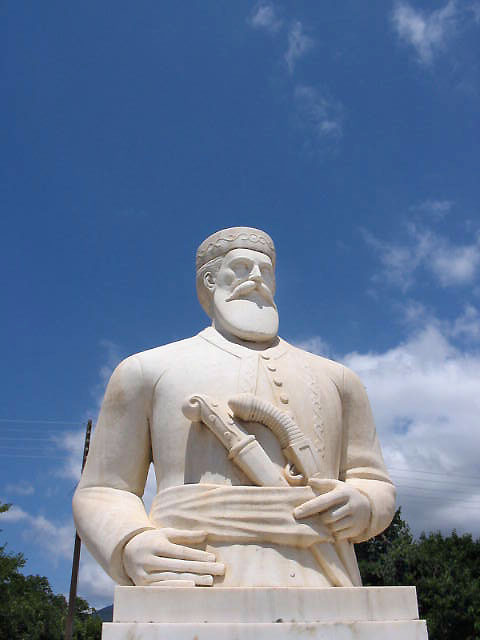
Ioan Vlahul, zis Dascălul (Daskalogiannis în greacă), eroul Cretei în lupta contra turcilor

- Aromânii (vorbind limba aromână), cunoscuți de asemenea și ca „machedoni”, „macedoromâni”, „gramoșteni”, „fărșeroți”, „mețovoneni” sau „cuțovlahi”, care trăiesc în :

- - Grecia – mai ales în Munții Pind și în regiunile Macedonia Centrală și Macedonia de Vest. Dat fiind că aromânii din Grecia se declară ca membri a Elleniki ethniki koinonia, sti romaniki glossa ("Comunitatea națională elinică, de limbă romanică") și nu ca minoritate, nu există nici o statistică exactă. Totuși, numărul aromânilor din Grecia este estimat la câteva sute de mii de persoane, cea mai mare populație aromână din Europa trăind în regiunea grecească Ditiki Makedonia ("Macedonia occidentală" cu prefecturile (nomele) Florina, Kastoria (Castoria), Grevena și Kozani (Cojani). O altă regiune a aromânilor este Meglen, împărțită  cu Macedonia. Locuitorii se numesc meglenoromâni. De origine vlahă sunt și „sărăcăcenii” care vorbesc astăzi numai grecește[75]  Grecia nu a semnat "Carta europeana pentru limbile regionale sau ale minorităților" și ca rezultat limba vlahilor nu este studiată[76]
  - Republica Macedonia – 9.695 (0.5% din totalul populației); În Macedonia, în secolului al XX-lea prezența aromânilor este semnalată în: Bitolia (Monastir), Magarova, Târnova, Nijopole, Gopeș, Moloviște, Crușova, Ohrida, Iancovăț ș.a. Cel mai cunoscut aromân a fost Pitu Guli, erou al Macedoniei.

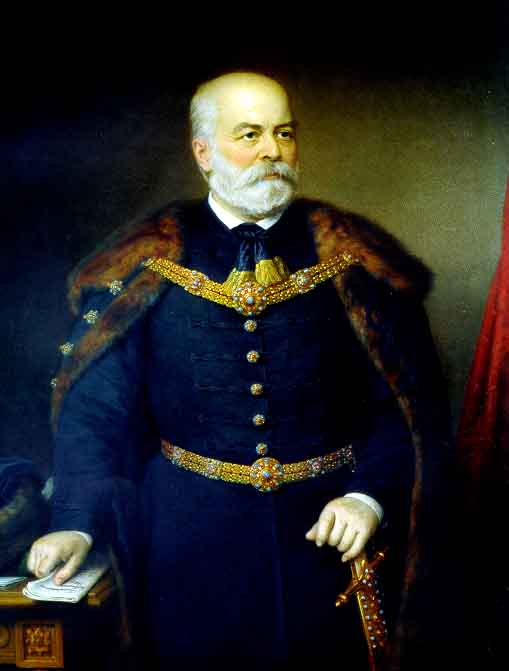
Emanuil Gojdu, pictură

- - Albania – între 10.000 și 40.000 (după unele surse 100.000); majoritatea trăiesc in jurul localității Corcea, de o parte și de alta a Alpilor Centrali albanezi, iar un al doilea grup este stabilit în câmpia litorală din Albania Centrală și din sud, plasați în jurul orașelor Fier și Vlora. Orașul Moscopole (astăzi satul Voskopojë) a fost in secolul al XVIII-lea cel mai mare oraș aromân creștin din Albania (60.000 locuitori). Avea mai multe ateliere de manufacturi, în jur de 70 de biserici, bănci, o tipografie și o Academie. A fost atacat în mod repetat și distrus iar locuitorii masacrați de către Ali, pașa din Ianina și apoi de către bandele de albanezi musulmani. Emanoil Gojdu, cel mai bogat dintre aromâni (ale cărui case din Budapesta sunt încă disputate de statul român) s-a născut în Transilvania, din părinți moscopoleni refugiați.
  - România – aproximativ 27.000 (recensământ 2002), în realitate peste 100.000, în special coloniști așezați în perioada interbelică în Dobrogea;
  - Bulgaria - în Munții Balcani, pe Valea Dunării, pe Valea Timocului și în sud-vestul tării. 4.575 de români sau etnici bulgari utilizează limba română ca limbă maternă [77] Bulgaria nu a semnat "Carta europeana pentru limbile regionale sau ale minorităților" și ca rezultat limba română nu este studiată[78]

- - Bosnia - În Bosnia, în ținutul Hum sau Zachlumia, trăia în Evul mediu o mare comunitate de vlahi care erau descendenții unei populații pre-slavice. Ei vorbeau o limbă asemănătoare cu limba română dar urmașii lor vorbesc o limbă slavă.[79] Turcii i-au numit de vlahi „caravlahi” adică vlahii de nord (cara/negru simboliza nordul in limba turcă). Cercetătorii slavi au găsit numeroase nume de origine vlahă în Bosnia: Banjan, Balac, Bilbija, Boban, Bokan, Banduka, Bencun, Belen, Bender, Besara, Bovan, Čokorilo, Darda, Doman, Drečo, German, Gac, Gala, Jarakula, Kalin, Kešelj, Keser, Kočo, Kalaba, Kokoruš, Kosor, Lopar, Macura, Mataruga, Pađen, Palavestra, Punja, Riđan, Šola, Šolaja, Šabat, Šurla, Šatra, Škipina, Špira, Tubin, Taor, Tintor, s.a.[80]  După unii autori, majoritatea sârbilor din Republica Srpska din actuala Bosnie sunt de origine vlahă, la fel ca majoritatea populației din Bosnia și Herțegovina (dar care au fost islamizați și slavizați).[81] Monumentele funerare din Bosnia numite stećci, singular stećak, din secolele al XII-lea–al XIV-lea aparțin vlahilor, care vorbeau un dialect al limbii române [82][83][84] Vezi și Romanija. La venirea turcilor, o parte a vlahilor a trecut la catolicism: uscocii și bunievicii.
  - Croația - Vlahii sunt cunoscuți și ca mauro-vlahi sau morlaci. Numele vine din limba turcă, în care punctele cardinale sunt indicate prin culori: negru pentru nord si alb pentru sud[85] Mauro-vlahii sunt vlahii de nord (față de ceilalți aromâni). Majoritatea au pierdut limba românilor și vorbesc limbi slave. Stanko Guldescu a scris că vlahii sau morlacii au fost o populație de păstori care vorbeau o limbă latină și care au trăit in Balcani în vremea romanilor și au fost menționați de cele mai vechi cronici croate[86] Primele mențiuni despre morlaci apar în documente bosniace înainte de apariția turcilor in spațiile sârbești și bosniace[87] Au fost menționați in documente in zonele Vinodol, Kastav și insula Krk. Totuși unii istorici naționaliști croați considera ca vlahii au migrat in Croația din alte zone. În secolele XVII-XVIII  exista o populație românească numeroasă în regiunea  mărginită de Pozega, Pakrac și Krievac, numită Mica Vlahie, iar centrul acestei comunități era la Kraljeva Velika.[88]

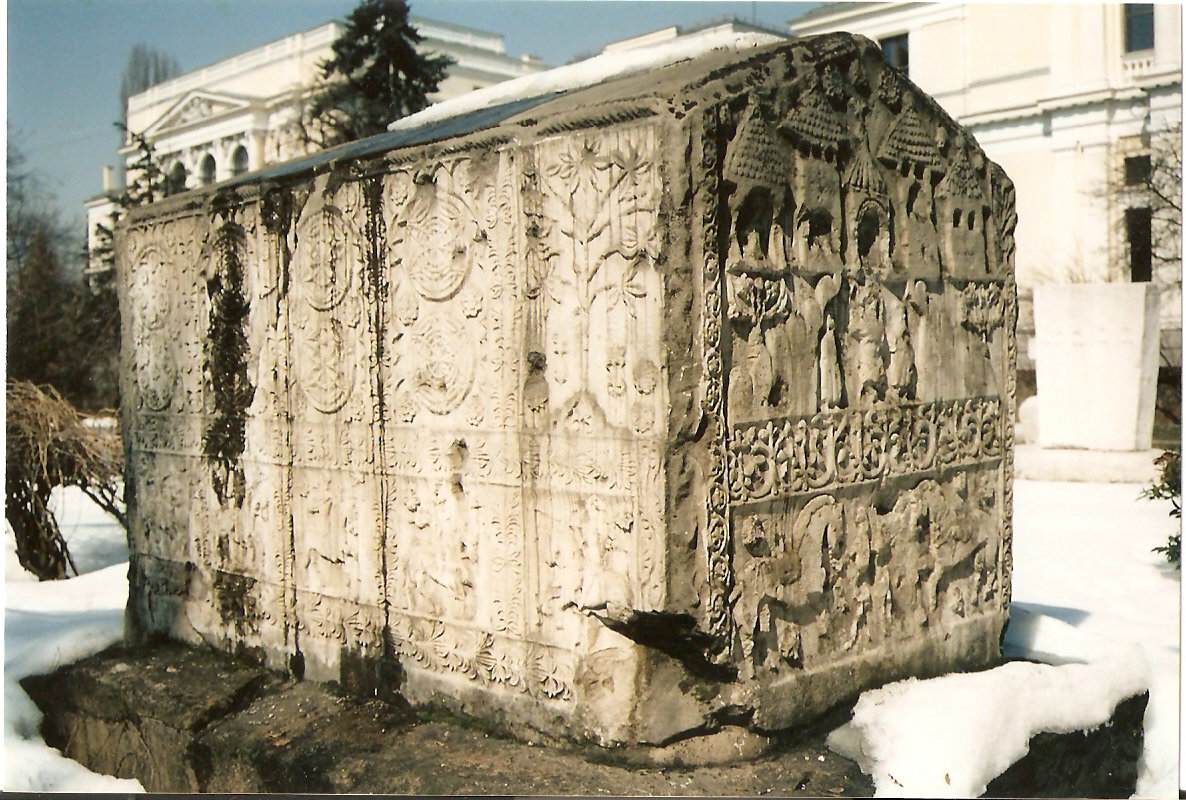
Steciul, monument funerar de tip sarcofag atribuit vlahilor din Herțegovina

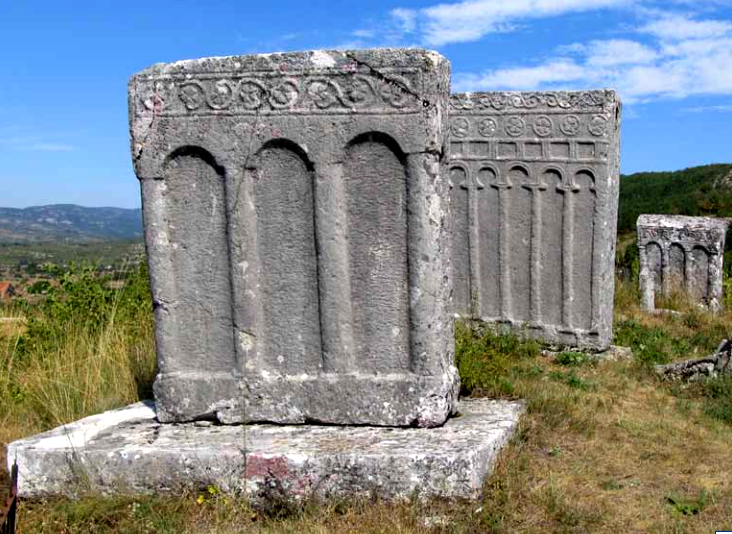
Monumente funerare (steciuri) atribuite vlahilor din Bosnia și Herțegovina, Muntenegru, Croația și Serbia

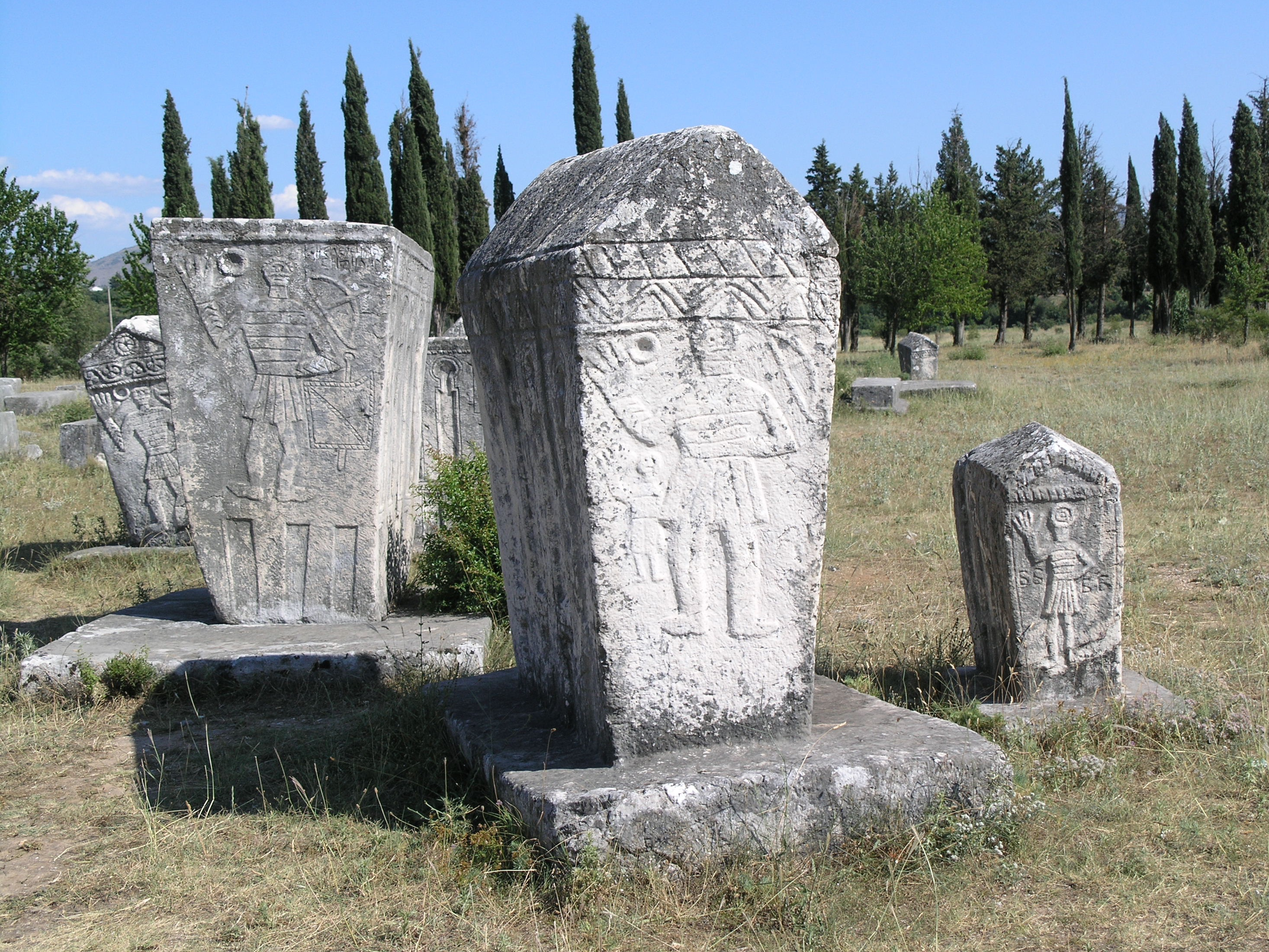
Necropola "Radimlja" cu pietre funerare cu imaginea vlahilor (aromânilor) purtând tradiționala fustanelă

O mare parte din populația de la sate a Dalmației este urmașa MorlacilorMult timp croatii numeau morlaci pe toti cei din jur de religie greacă bizantină. Nume de origine vlahă: Bukor, Fecor (Fecior), Singur, Surdul, Serban, Ursul, Barbat dar și Bujan, Kos, Modercin, Kanjer, Sudan, Tijan, Fitnic, Tadejevic, Stiglic, Kariolic

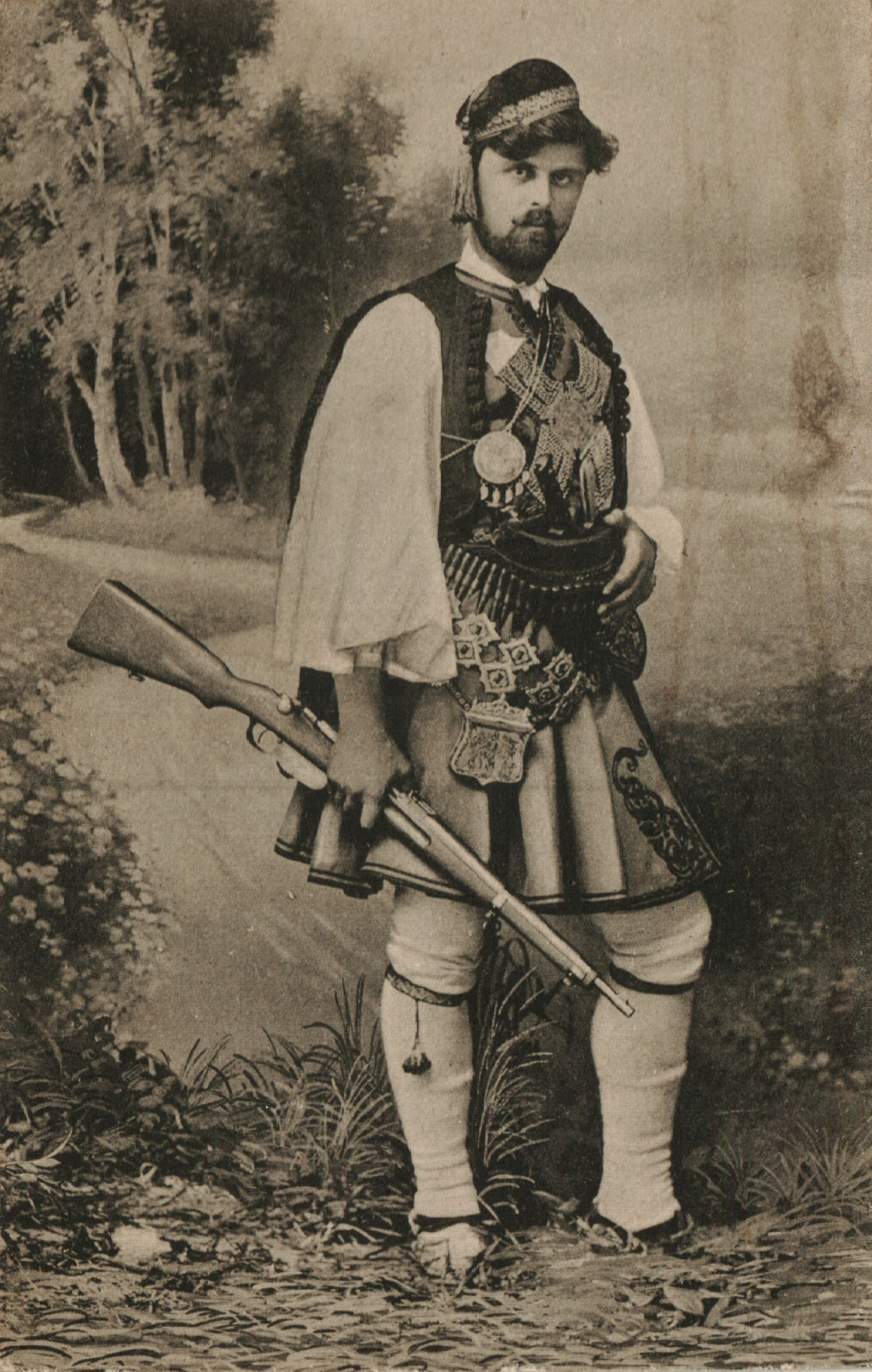
Gheorghe Mucitani, revoluționar macedo-român, contemporan cu Pitu Guli

- - Muntenegru - au rămas in topografia locală numele munților Durmitor si Visitor; în localitatea Donji Kraj (lângă Cetinje) a rămas o biserică românească din 1450 (Влашка Црква în limba locală) ctitorită de vlahi.

Prezența vlahilor este amintită de monumentele funerare din secolele XII-XIV atribuite acestora, numite stecci, rămase pe tot teritoriul Muntenegului.   
- Meglenoromânii (vorbind limba meglenoromână), cunoscuți de asemenea și ca „megleniți” sau „mogleniți”, care trăiesc în nordul Greciei (aproximativ 3000) și sudul Macedoniei (aproximativ 2000), alți 5000 care trecuseră la religia musulmană, fiind transportați în Turcia în anii 1923-30 conform tratatului de la Lausanne, și fiind acum asimilați acolo.

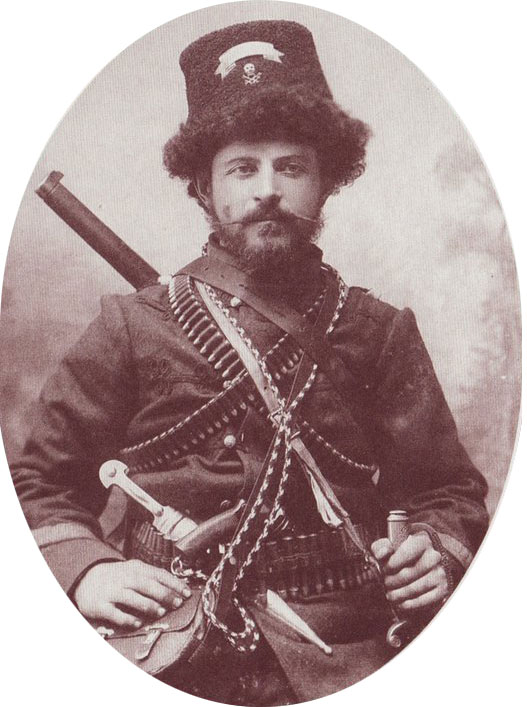
Pitu Guli, eroul macedo-românilor

- - Turcia Unii dintre meglenoromânii din Nântî, (azi Notia in Grecia), dupa razboiul eleno-turc din 1922, conștienți de naționalitatea lor si fiind musulmani, au cerut de la consulatul României să fie colonizați în România, dar, neprimind un răspuns favorabil, s-au hotărât pentru Turcia. Urmașii lor sunt găsiți astăzi în zona Edirne, în localitățile următoare, cu indicarea numărului de familii: Edirne (100), Kirklareți (100), Babaeski (70), Lüleburgas (80), Uzunköprü (100), Ciorlu (100), Malkara (50), Balli (10), Gözsüzköy (50), Kalamiș (50), Hoșköy (20), Mürefte (5), Șarköy (80) [93]
- Istroromânii (vorbind limba istroromână), cunoscuți de asemenea și ca „cicieni” sau „istrieni”, care trăiesc în peninsula Istria din Slavonia și Croația de azi, numărând aproximativ 100 - 500 de oameni ; ar putea fi ultimii urmași ale morlacilor.

Există și legende bazate pe interpretări confuze conform cărora beduinii arabi care trăiesc în jurul mânăstirii grecești Sfânta-Ecaterina, în Peninsula Sinai din Egipt, ar fi de origine „vlahă”, însă veridicitatea acestora nu este verificabilă.

## Românii (Vlahii) din Europa centrală

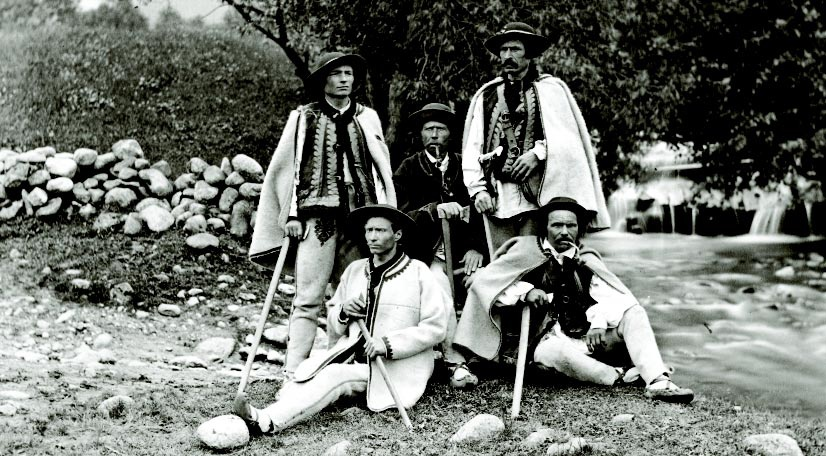
Gorali în munții Tatra în 1877

Cronica lui Nestor mentionează că in secolul al X-lea "maghiarii au alungat pe vlahi (românii din Panonia și Carpați) și le-au luat pământurile". Ipoteza deplasării românilor din secolul al X-lea spre Moravia și Polonia este sprijinită de Lozovan și de N. Drăganu Există și alte teorii referitoare la deplasarea românilor spre aceste zone, legate în principal de ocupația pastorală a românilor. Ca urmare a traiului în mijlocul unei populații slave, românii au devenit bilingvi și în final au uitat limba română. Totuși mai păstrează cuvinte românești legate de activitatea pastorală. De asemenea portul popular seamănă cu cel românesc.

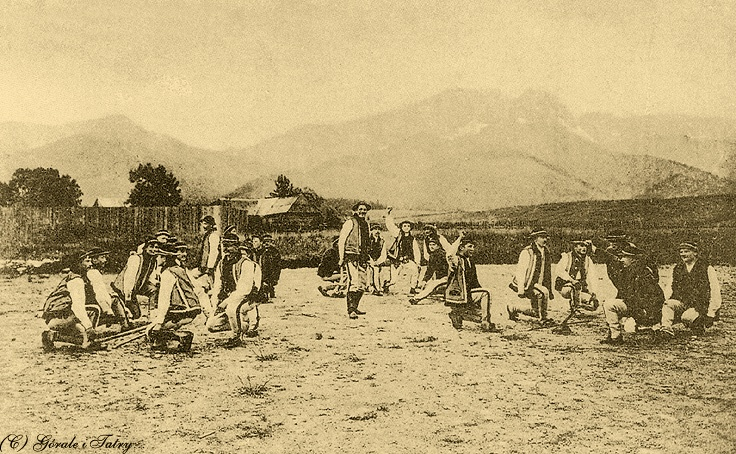
Gorali în munții Tatra. Fotografie de la începutul sec. al XX-lea

Este dovedit faptul că în Vlahia moravă (răsăritul Cehiei) s-a vorbit românește (un grai local) până în secolul XVIII. Din punct de vedere lingvistic, dialectul astăzi slav al vlahilor moravi, deopotrivă influențat de cehă și de slovacă, cuprinde cuvinte românești provenite din dacoromână precum bača „baci”, brynza „brânză” (care a trecut și în limbile cehă și slovacă), cap „țap”, domikát „mâncare din produse lactate” (vezi „dumicat”), galeta/geleta „găleată” (de lemn folosită la mulsul oilor), pirt’a „cărare” (a oilor) (vezi „pârtie”), kurnota „oaie cu coarne” (vezi „cornută”), košár „coșar”, murgaňa/murgaša „oaie cu lână de culoare închisă” (vezi „murg”), putira/putyra „putină” (cu rotacismul „n” > „r”), strunga/strunka „strungă” sau žinčica „jintiță”. Începuturile acestei „Vlahíi” sunt discutate : ipoteza protocronistă afirmă că prezența vlahilor în Moravia și în sudul Poloniei încă din sec. al X-lea ar fi dovedită de cronicile lui Ioan Skilițes, care menționează un schimb de populații în anul 976 inițiat de împăratul bizantin Vasile II, având ca subiect vlahii, care au fost trimiși în Moravia Mare» și un trib de Sorabi răsculați, care au fost colonizați în locul „vlahilor”, de-a lungul Margăi (de atunci încoace denumită Morava) și care s-ar fi contopit aici în poporul sârb. Nu există însă mențiuni clare, urme toponimice sau dovezi arheologice în teritoriile respective pentru a confirma acest episod, iar scrierile lui Skilițes pot fi interpretate în mai multe moduri. Există totuși păreri că Moravia Mare era de fapt Morava de lângă Belgrad
Românii din Europa centrală trăiesc în următoarele țări:

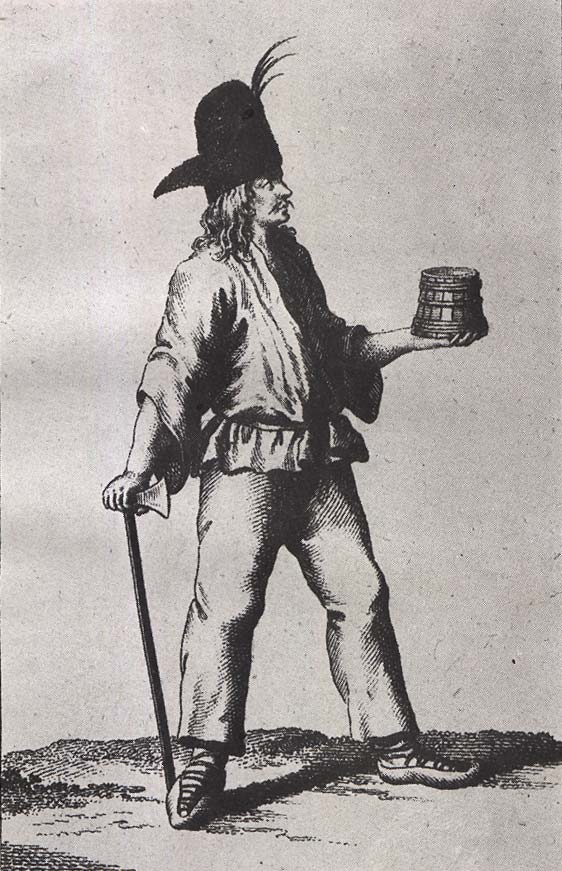
Român din Moravia, 1787

În Cehia, în partea de est, românii trăiesc în Vlahia Moravă. Românii din Moravia au participat la războiul de 30 de ani de partea protestanților cehi. După război au fost distruse mai multe sate de români iar cei prinși au fost executați. Imperialii au forțat românii să treacă la catolicism. Localități: Vsetin, Rožnov pod Radhoštěm (are un Muzeu al Satului Vlah), Valašské Meziříčí, Valašské Klobouky, Brumov-Bylnice,  Karolinka, Slavičín, Vizovice, Zubří ș.a.
În Polonia, românii (numiți wolochy sau gorali adică „munteni”) s-au grupat in trei zone Originea română a goralilor este atestată și de cronicarul polon Długosz
-În apropierea localității Rzeszow, în zona numită Lasowiaț; 
-În „Goralia”, la limita celor trei lanțuri muntoase largi: Carpații, Górța și Beskizii.
-În regiunea Podhalia, în extremitatea sudică a Poloniei la granița cu Slovacia, în văile de sud ale râului Dunajec; localitățile Cieszyn, Skoczow ș.a.
În Slovacia românii sunt întâlniți în zonele de munte. In regiunile Belianske Tatry și Pieniny, în satele Ždiar, Osturňa si Červený Kláštor ș.a. trăiesc descendenți ai românilor cunoscuți sub denumirea de gorali. 
În Ucraina Subcarpatică de astăzi, la câțiva km de granița de est a Slovaciei,  trăiesc volohii. Aceștia vorbesc o limbă românească  arhaică. Locuiesc în număr mai însemnat pe valea râului Uj în localitățile Poroskove (Poroșcovo), Mirke (Mircea), Remety (Remeți), Simerky (Simeria), Kamenetz (Camineț) ș.a. Este posibil ca unii dintre aceștia să fie din neamul ienișilor. 
Tot în Ucraina dar și în Polonia mai trăiesc comunități de huțuli, boiki și lemkieni care prezintă asemănări cu românii, polonezii, ungurii, slovacii și rutenii. Iorga a scris că huțulii sunt daci slavizați.
În Ungaria trăiesc peste 25000 de români si circa 200000 de țigani (băieși), foști mineri, vorbitori de limba română
În Austria s-au identificat români provenind din Croația. Din cei 30.000 de croați, colonizați în Burgenland, Austria, în secolul al XVI-lea, mulți erau români/vlahi/morlaci, care au fost colonizați în 13 sate, în plasa Oberwart, în partea de sud a dealurilor Gunser Gebirge, și care vorbesc astăzi un dialect propriu derivat din limba croată; sate valahe: Althodis, Weiden cu Parapatisch, Ober și Unterpodgoria, Rumpersdorf, Podler, Allersdorf, Allersgraben cu Raurigel, Mochmeierhof și Spitzzicken, toate așezate în plasa Oberwart
In 1772, câteva ziare franțuzesti au publicat  știri despre soldații Croați și Morlaci în intervenția care a dus la prima împărțire a Poloniei.   
 
In 1785 ziarele au relatat despre manevrele trupelor Croaților și Morlacilor lângă Passau, ca urmare a tensiunilor dintre Austria și Prusia.

## Populații asemănătoare: ladinii
Nicolae Iorga a scris o lucrare despre ladini în care afirma că aceștia sunt cei mai mici (ca număr) frați ai românilor
Ladinii, vorbitori de limba ladină sunt locuitorii unei regiuni muntoase din Italia, numită și Ladinia. Sunt răspândiți în cinci văi (lângă Bolzano): la Val Badia, la Val Gardena, la Val di Fassa, l'alta valle del Cordevole e Cortina d'Ampezzo. Ca tradiții și ocupații se aseamănă cu păstorii români. Câteva denumiri în limba ladină: Canazei, Ortizei, Lastei, Fantanaci, Ciampedel, Vadra, Pecol, Pescul, Pianaz, Andraz, Brustolade, Valaccia…

## Toponimia
[[|thumb|
* Roșu: câteva din Romaniile populare menționate în sursele anteriare sec. XIV sau atestate toponimic.
* Violet: zone din care limbile romanice dispăruseră în sec. VII.
* Roz: zone în care limbile romanice au continuat să fie vorbite neîntrerupt.
* Galben: zone din care limbile romanice dispăruseră, dar care au fost repopulate de romanici, sau romanizate din nou începând din sec. VIII.
* Walha, Vlahia moravă, Bogdano-Vlahia, Ungro-Vlahia: denumirile medievale ale unor popoare sau state romanice mai tardive.]] 
Comunitățile românofone medievale, numite de istorici „Romaniile populare”, erau denumite de proprii locuitori țări iar de popoarele sau puterile vecine "valahii". Au existat astfel (unele dăinuiesc până azi sub formă de toponime) :
- Vlahia interioară, cum apare Ardealul în diferite hărți ungurești medievale, fiind înăuntru monarhiei ungare, în timp ce Țara Românească și Moldova erau în afara acesteia;
- Vlachföldek sau Olàhorszag, adică Țări ale Românilor în limba maghiară, cum apar în diferite documente ungurești medievale, țările Maramureșului, Oașului, Crasnei, Lăpușului, Năsăudului, Bihorului, Moților, Gurghiului, Topliței, Amlașului, Cibinului, Făgărașului, Motrului și Lotrului;
- Vlăhița, așezare din jud. Harghita;
- Ungro-Vlahia adică Vlahia dinspre Ungaria (denumire dată de către greci): Țara Românească dintre Carpații Meridionali și Dunăre;
- Vlahia Mică: Oltenia – partea Țării Românești din vestul râului Olt;
- Vlahia Mare: Muntenia - partea Țării Românești din estul râului Olt;
- Blahnița (râu și câmpie în jud. Mehedinți);
- Vlăsia (pădure la nord de București);
- Vlașca - fost județ al Munteniei, în Perioada interbelică;
- Moldo-Vlahia, Ruso-Vlahia adică Vlahia dinspre Rusia sau Mavro-Vlahia adică „Vlahia neagră”, de la codrii de nepătruns (denumiri dată de către greci). Denumiri date de către turci: Bogdan-ili ("Țara lui Bogdan", de la numele domnitorului sub care și-a obținut independența), Cara-Bogdan ("Bogdania neagră" adică nordică, cara însemnând și "miazănoapte" la turci) : Moldova dintre Carpații Orientali și Nistru;
- Vlahia moravă (Valašký) – în munții Beskizi din nord-estul Cehiei;
- Vlahia Veche (Stara Vlaška) menționată de autorii bizantini în sud-vestul Sârbiei;
- Vlahia Albă menționată de autorii bizantini în Moesia, de-a lungul Dunării de jos;
- Vlahia Neagră sau Morlahia menționată de autorii medievali în Dalmația și sudul Bosniei;
- Vlahia de la Sirmium menționată de autorii medievali pe râul Sava;
- Vlašic (masive muntoase în Bosnia și Serbia; unul dintre ele cuprinde un podiș numit "Romanja Planina" la nord-est de Sarajevo);
- Vlahina (masiv muntos între Serbia și Bulgaria);
- Vlahoclisura, Vlachata și multe alte toponime asemănătoare în Grecia de nord;
- Vlahia de Sus menționată de autorii bizantini în Epir;
- Moscopole - oraș în sud-vestul Albaniei;
- Vlahia Mare (Megali Valacheia) menționată de autorii bizantini în Tesalia;
- Vlahia Mică menționată de autorii bizantini în Acarnania.

## Cultura
La fel ca și limba, legăturile culturale dintre „vlahii” nordici (românii) și „vlahii” sudici (aromânii) au fost rupte aproximativ în secolul al X-lea și de atunci au integrat influențe culturale diferite: 
- Cultura română are asimilări provenite de la slavi și mai târziu de la unguri și de la germani (mai ales în Transilvania). În secolul al XIX-lea, o dată cu cristalizările naționale europene, a apărut o importantă deschidere către Europa occidentală fiind strânse în special legăturile culturale cu Franța, pe fondul latinității ambelor limbi. Influența slavonei bisericești apare după introducerea alfabetului chirilic; până atunci, statele bulgarilor turcici și ale slavilor de sud aveau ca limba oficială limba greacă.[114]
- Cultura aromână dezvoltată mai întâi ca o cultura pastorală, a fost influențată de culturile bizantină și greacă.

## Religia
Religia „vlahilor” este predominant creștină ortodoxă, dar sunt unele regiuni unde sunt catolici (Istro-Românii din Croația), iar o minoritate din cadrul Megleno-Românilor sunt musulmani (trăind în Turcia de la schimbul de populație din 1923 cu Grecia). In jurul anului 1000 a apărut în Balcani secta paulicienilor, numită și secta bogomililor sau a patarenilor. O mare parte a vlahilor, in special cei din Macedonia au trecut la bogomilism In urma persecuțiilor, majoritatea vlahilor bogomili au revenit la creștinismul ortodox, cu excepția vlahilor din Bosnia și Herțegovina, care au fost serbizați si apoi au trecut la islamism.
În cazul românilor din România, trebuie să menționăm și religiile greco-catolică (unită), protestantă și romano-catolică.

## Personalități
Regi in Regatul Vlaho-Bulgar : Ioan Asan I, Petru Asan, Ioniță Caloian, Ioan Asan II, Căliman Asan, Ioan Asan III.
Emanuil Gojdu, aromân, a trăit la Budapesta unde a avut un întreg cartier ca proprietate, lăsat ca moștenire unei fundații care oferea burse studenților romani. Fundația a fost deturnată de către guvernul maghiar.
Simon Sina, aromân din Moscopole, a ajuns bancher (directorul Băncii naționale din Austria) și filantrop, finanțând apariția Academiei din Ungaria.
Pitu Guli, aromân din Macedonia, a condus insurecția armată din 1903 din Macedonia
Gheorghe Mucitani, aromân din Macedonia, a condus detașamente de aromâni în ciocnirile armate cu grecii și turcii după revoluția din Macedonia.
Dinu Vanghel, aromân din Macedonia, a fost prim ministrul al Republicii din Crușeva, Macedonia din 1903.
Tomas Bata, valah din Moravia cehă, fondatorul fabricilor de încălțăminte "Bata"  
Personalități de origine română din Serbia
Branislav Nușici (1864, Belgrad - m.1938);
Radu Flora (1922, Satul Nou - m.1989);
Vasile Popa (1921, Grebenaț - m.1992);
Branislav Nușici (1864, Belgrad - m.1938);
Ioan Flora (1950, Satul Nou - m. 2005,
Slavco Almăjan, poet, romancier, eseist, publicist din Voivodina;
Ionel Stoiț, scriitor;
Bogdan Ciplic, scriitor;
Ioan Baba, scriitor;
Kosta Giurasinov, artist plastic.
Personalități de origine română din Bulgaria
Nicolae Marinov Pacev, scriitor;
Pavlina Boiceva, cercetătoare în filologie;
Rumiana Stanceva, cercetătoare în filologie;
Ivo Filipov Gheorghiev, activist pentru drepturile românilor/vlahilor din Bulgaria.